# اوپنهایمر هلدینگز
اوپنهایمر هلدینگز (انگلیسی: Oppenheimer Holdings) شرکت سرمایه‌گذاری آمریکایی است، که در سال ۱۸۸۱ توسط هریس فاهنستاک تأسیس شد.